# Ed Oliver
Edward "Ed" Oliver (Marksville, 12 de dezembro de 1997) é um jogador de futebol americano que atualmente joga no Buffalo Bills na National Football League (NFL).
Ele jogou futebol americano universitário pela Universidade de Houston e foi selecionado pelos Bills na primeira rodada do draft de 2019 da NFL.

## Primeiros anos
Oliver frequentou a Westfield High School em Houston. Em sua terceira temporada, ele registrou 83 tackles, nove sacks e uma interceptação, e como júnior, teve 84 tackles e sete sacks.
Oliver foi classificado como um recruta de cinco estrelas por consenso e estava entre os melhores jogadores de sua classe. Recebendo propostas de várias grandes universidade, Oliver optou por jogar futebol americano universitário na Universidade de Houston, sendo o primeiro recruta avaliado pela ESPN como cinco estrelas a se comprometer com uma universidade fora das conferências Power Five.

## Carreira universitária

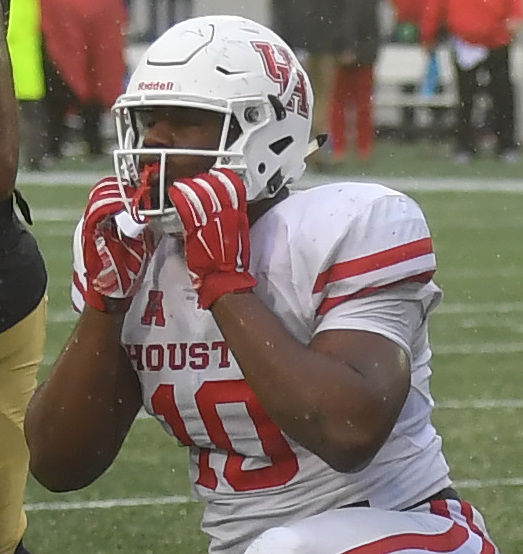
Oliver com Houston em 2016

No seu primeiro ano como calouro em Houston, em 2016, Oliver se tornou titular imediato. Ele foi titular todos os 12 jogos da temporada regular, acumulando 60 tackles e cinco sacks. Foi nomeado vencedor do Troféu Bill Willis, como o melhor jogador da linha defensiva, sendo o primeiro calouro a receber esse prêmio.
Na temporada de 2017, seu segundo ano, Oliver foi selecionado para a Primeira-Equipe All-America e ganhou o Troféu Outland, dado ao melhor jogador de linha defensivo interior do país.
Após seu terceiro ano de universidade em 2018, Oliver decidiu abrir mão de seu último ano e entrar no draft de 2019 da NFL.

## Carreira profissional
| Altura                                  | Peso            | Comprimento do braço | Envergadura da mão | 40 Jardas | 10 Jardas | 20 Jardas | 20 Jardas no Cone | Salto vertical   | Salto em distância  | Supino  |
| --------------------------------------- | --------------- | -------------------- | ------------------ | --------- | --------- | --------- | ----------------- | ---------------- | ------------------- | ------- |
| 6 ft 1 in (1.88 m)                      | 287 lb (130 kg) | 31 in (0.81 m)       | 9 in (0.23 m)      | 4.73 s    | 1.63 s    | 2.78 s    | 4.22 s            | 36.0 in (0.91 m) | 10 ft 0 in (3.05 m) | 32 reps |
| Todos os valores do NFL Combine/Pro Day |                 |                      |                    |           |           |           |                   |                  |                     |         |

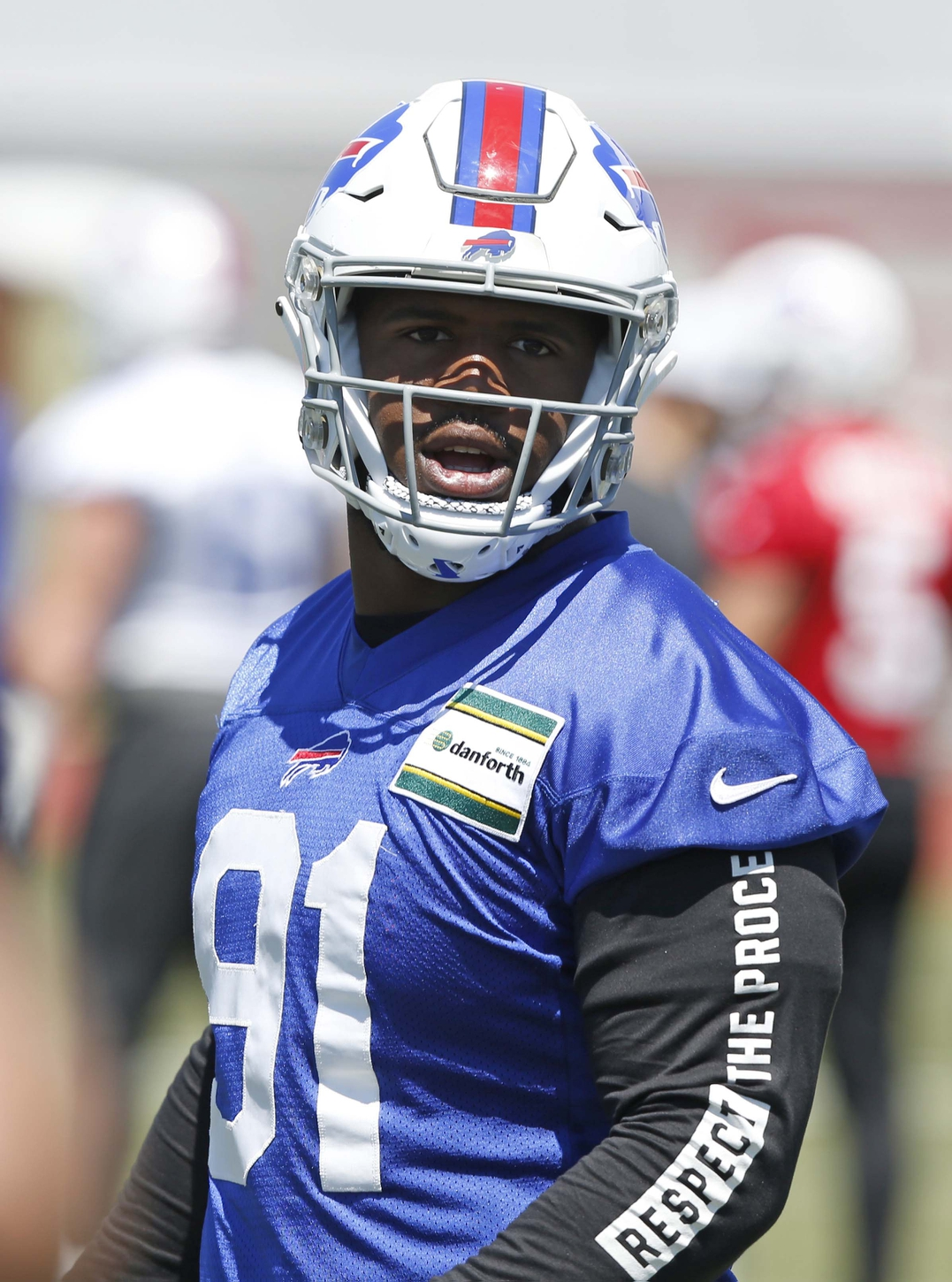
Oliver no campo de treinamento em 2019

Em 5 de março de 2018, antes do início de seu terceiro ano universitário, Oliver anunciou que já pretendia abrir mão de seu último ano de elegibilidade e entrar no draft de 2019 da NFL. Em maio de 2018, o analista de draft da ESPN, Todd McShay, projetou que Oliver seria a primeira escolha geral no draft.

### 2019
Oliver foi selecionado pelo Buffalo Bills como a nona escolha geral no draft da NFL de 2019. Em 9 de maio de 2019, Oliver assinou seu contrato de calouro de quatro anos, no valor totalmente garantido de US$19,7 milhões.
Na semana 7 contra o Miami Dolphins, Oliver registrou seu primeiro sack na carreira em Ryan Fitzpatrick durante a vitória por 31-21. Na semana 13 contra o Dallas Cowboys no Dia de Ação de Graças, Oliver registrou dois sacks no quarterback Dak Prescott, incluindo um sack seguido de um fumble recuperado pelo companheiro de equipe Trent Murphy, que configurou um touchdown dos Bills na vitória por 26-15. Oliver foi nomeado o Calouro da Semana da NFL por seu desempenho. Ele terminou sua temporada de calouro com cinco sacks e 43 tackles combinados e foi nomeado para a Equipe de Calouros pela PFWA.

### 2020
Na Semana 2 contra os Dolphins, Oliver registrou um sack em Fitzpatrick durante a vitória por 31-28. Ele terminou a temporada com 33 tackles, três sacks e um fumble forçado em 16 partidas como titular.

### 2021
Oliver entrou na temporada de 2021 como defensive tackle titular. Ele foi titular em todos os 17 jogos, registrando 41 tackles, quatro sacks e um fumble forçado.

### 2022
Em 26 de abril de 2022, os Bills exerceram a opção do quinto ano no contrato de Oliver. Na Semana 12, Oliver teve seis tackles, dois para perda de jardas, um safety, um fumble forçado e recuperado em uma vitória por 28-25 sobre o Detroit Lions, ganhando o Prêmio de Jogador Defensivo da Semana da AFC. Ele fez 13 jogos como titular na temporada de 2022 e registrou 2,5 sacks, um safety, 34 tackles totais (20 solo), três passes defendidos e um fumble forçado. No jogo da Rodada Divisional dos playoffs contra os Dolphins, Oliver teve um sack.

### 2023
Em 3 de junho de 2023, Oliver assinou uma extensão de contrato de quatro anos e US$68 milhões com os Bills. Ele jogou 16 jogos na temporada de 2023, contribuindo com um recorde pessoal de 9,5 sacks, 51 tackles totais (34 solo), uma interceptação, três passes defendidos e um fumble forçado.

## Estatísticas da carreira

### NFL

#### Temporada regular
| Ano      | Time     | Jogos | Jogos | Tackles | Tackles | Tackles | Tackles | Tackles | Tackles | Tackles | Interceptações | Interceptações | Interceptações | Interceptações | Interceptações | Fumbles | Fumbles | Fumbles | Fumbles |
| Ano      | Time     | J     | JC    | Cmb     | Solo    | Ast     | TFL     | QBH     | Sck     | Safety  | D              | Int            | Jds            | Lng            | TD             | F       | R       | Jds     | TD      |
| -------- | -------- | ----- | ----- | ------- | ------- | ------- | ------- | ------- | ------- | ------- | -------------- | -------------- | -------------- | -------------- | -------------- | ------- | ------- | ------- | ------- |
| 2019     | BUF      | 16    | 7     | 43      | 24      | 19      | 5       | 8       | 5.0     | 0       | 2              | 0              | 0              | 0              | 0              | 1       | 0       | 0       | 0       |
| 2020     | BUF      | 16    | 16    | 33      | 23      | 10      | 6       | 6       | 3.0     | 0       | 3              | 0              | 0              | 0              | 0              | 1       | 0       | 0       | 0       |
| 2021     | BUF      | 17    | 17    | 41      | 29      | 12      | 10      | 14      | 4.0     | 0       | 3              | 0              | 0              | 0              | 0              | 1       | 0       | 0       | 0       |
| 2022     | BUF      | 13    | 13    | 34      | 20      | 14      | 9       | 14      | 2.5     | 1       | 3              | 0              | 0              | 0              | 0              | 1       | 1       | 0       | 0       |
| 2023     | BUF      | 16    | 16    | 51      | 34      | 17      | 14      | 16      | 9.5     | 0       | 3              | 1              | 0              | 0              | 0              | 1       | 0       | 0       | 0       |
| 2024     | BUF      | 7     | 7     | 13      | 7       | 6       | 2       | 5       | 1.0     | 0       | 0              | 0              | 0              | 0              | 0              | 1       | 0       | 0       | 0       |
| Carreira | Carreira | 85    | 76    | 215     | 137     | 78      | 46      | 63      | 25.0    | 1       | 14             | 1              | 0              | 0              | 0              | 6       | 1       | 0       | 0       |

#### Playoffs
| Ano      | Time     | Jogos | Jogos | Tackles | Tackles | Tackles | Tackles | Tackles | Tackles | Tackles | Interceptações | Interceptações | Interceptações | Interceptações | Interceptações | Fumbles | Fumbles | Fumbles | Fumbles |
| Ano      | Time     | J     | JC    | Cmb     | Solo    | Ast     | TFL     | QBH     | Sck     | Safety  | D              | Int            | Jds            | Lng            | TD             | F       | R       | Jds     | TD      |
| -------- | -------- | ----- | ----- | ------- | ------- | ------- | ------- | ------- | ------- | ------- | -------------- | -------------- | -------------- | -------------- | -------------- | ------- | ------- | ------- | ------- |
| 2019     | BUF      | 1     | 0     | 4       | 0       | 4       | 0       | 0       | 0.0     | 0       | 0              | 0              | 0              | 0              | 0              | 0       | 0       | 0       | 0       |
| 2020     | BUF      | 3     | 3     | 8       | 5       | 3       | 1       | 0       | 0.0     | 0       | 0              | 0              | 0              | 0              | 0              | 0       | 0       | 0       | 0       |
| 2021     | BUF      | 2     | 2     | 5       | 4       | 1       | 2       | 2       | 1.0     | 0       | 0              | 0              | 0              | 0              | 0              | 0       | 0       | 0       | 0       |
| 2022     | BUF      | 2     | 1     | 4       | 2       | 2       | 1       | 3       | 1.0     | 0       | 0              | 0              | 0              | 0              | 0              | 0       | 0       | 0       | 0       |
| Carreira | Carreira | 8     | 6     | 21      | 11      | 10      | 4       | 5       | 2.0     | 0       | 0              | 0              | 0              | 0              | 0              | 0       | 0       | 0       | 0       |

### Universidade
| Ano      | Time     | J  | Tackles | Tackles | Tackles | Tackles | Tackles | Interceptions | Interceptions | Interceptions | Interceptions | Interceptions | Fumbles | Fumbles | Fumbles | Fumbles |
| Ano      | Time     | J  | Solo    | Ast     | Total   | TFL     | Sack    | Int           | Yards         | Avg           | TD            | PD            | FR      | Yards   | TD      | FF      |
| -------- | -------- | -- | ------- | ------- | ------- | ------- | ------- | ------------- | ------------- | ------------- | ------------- | ------------- | ------- | ------- | ------- | ------- |
| 2016     | Houston  | 12 | 46      | 19      | 65      | 22.0    | 5.0     | 0             | 0             | 0.0           | 0             | 6             | 0       | 0       | 0       | 2       |
| 2017     | Houston  | 12 | 47      | 26      | 73      | 16.5    | 5.5     | 0             | 0             | 0.0           | 0             | 3             | 1       | 0       | 0       | 2       |
| 2018     | Houston  | 8  | 29      | 25      | 54      | 14.5    | 3.0     | 0             | 0             | 0.0           | 0             | 2             | 0       | 0       | 0       | 1       |
| Carreira | Carreira | 32 | 122     | 70      | 192     | 53.0    | 13.5    | 0             | 0             | 0.0           | 0             | 11            | 1       | 0       | 0       | 5       |

## Vida pessoal
Nativo de Houston, Texas, Oliver é um entusiasta de equitação.
Em 16 de maio de 2020, Oliver foi preso em Houston por acusações de dirigir embriagado e porte ilegal de arma, sendo detido na Cadeia do Condado de Montgomery antes de pagar fiança no dia seguinte. As acusações foram descartadas em julho por falta de provas. Refletindo posteriormente sobre a prisão, Oliver afirmou que se sentiu "violado" e que o teste de bafômetro registrou 0,00%.